# Alfred Dunlop
Alfred Dunlop (né le 12 janvier 1875 et décédé le 7 avril 1933) est un joueur de tennis australien.
Il a notamment remporté les Internationaux d'Australie en 1908, en double messieurs (avec Fred Alexander) .

## Palmarès (partiel)

### Finale en simple messieurs
| No | Date       | Nom et lieu du tournoi             | Catégorie | Surface      | Vainqueur      | Score                   |  |
| -- | ---------- | ---------------------------------- | --------- | ------------ | -------------- | ----------------------- |  |
| 1  | 07-12-1908 | Australasian Championships, Sydney | G. Chelem | Gazon (ext.) | Fred Alexander | 3-6, 3-6, 6-0, 6-2, 6-3 |  |

### Titre en double messieurs
| No | Date       | Nom et lieu du tournoi            | Catégorie | Surface      | Partenaire     | Finalistes                         | Score         |  |
| -- | ---------- | --------------------------------- | --------- | ------------ | -------------- | ---------------------------------- | ------------- |  |
| 1  | 07-12-1908 | Australasian Championships Sydney | G. Chelem | Gazon (ext.) | Fred Alexander | Granville G. Sharp Anthony Wilding | 6-3, 6-2, 6-1 |  |